# Softtek
Softtek, legalmente constituida como Valores Corporativos Softtek, S.A. de C.V., es una empresa mexicana dedicada al desarrollo de software y otros servicios relacionados con las tecnologías de la información y la comunicación. La compañía fue fundada en diciembre de 1982 en la ciudad de Monterrey y a principios de 2016 contaba con centros de desarrollo en Argentina, Brasil, Chile, China, España, Estados Unidos, India y México.
De acuerdo con el New York Times, la organización es el proveedor independiente de servicios de tecnologías de información más grande de América Latina y Bloomberg la señala como la primera en utilizar el término nearshore para referirse a la terciarización o traslado de operaciones a regiones cercanas en el contexto de los negocios internacionales.
En 2007 Blanca Treviño, su directora general, fue seleccionada por la revista Fortune como uno de los talentos emergentes globales en la edición dedicada a las cincuenta mujeres más poderosas del mundo.

## Historia
Softtek fue fundada en diciembre de 1982 por Gerardo López Garcia, y  Juan Gilberto Sanchez bajo la categoría de Tecnologías de la Información. En 1997 se introdujo el modelo de trabajo del Nearshore con la creación del Centro Global de Entrega en Monterrey (Delivery Center). Aunque la compañía ha crecido enormemente desde su origen, promovida por una cultura corporativa única, esta tendencia se aceleró luego de que la actual Presidente y CEO Blanca Treviño tomara posición como CEO en el año 2000 reemplazando a Gerardo López Garcia. Tiempo después, en el 2003 Softtek adquirió el Centro Global de Desarrollo de GE en México y expandió su portafolio de aplicaciones y servicios al combinar las capacidades de los dos jugadores más fuertes del nearshore en México. Softtek se transformó en un proveedor global de soluciones de TI y procesos de negocio con 15,000 colaboradores a través de 30 oficinas en Norteamérica, Latinoamérica, Europa y Asia.
En 2016 se hace acreedora de la certificación LEED Platinum otorgada por tener instalaciones ecológicas en la ciudad de Aguascalientes, México.

## Adquisiciones[10]
- En agosto del 2007 Softtek adquiere I.T. UNITED, una empresa ubicada en China expandiendo así sus capacidades al mercado asiático utilizando la metodología de su marca registrada Global™ para trabajar con clientes además de conocer sus necesidades a nivel local, regional y global a través de trabajo on-site.

- En agosto de 2012, adquiere SCAi, una sólida empresa de servicios de TI con la cual el desempeño de Softtek se vería incrementado y así poder cubrir la demanda de soluciones aceleradas con un alto retorno de inversión a través de combinar experiencia en los procesos, un profundo entendimiento y cumplimiento de las regulaciones de la industria y el conocimiento de la tecnología SAP.[11]

- Febrero de 2013, Softtek adquiere Systech Integrators, socio de servicios de SAP en Estados Unidos, dicha adquisición fortalecería la capacidad desde el nearshore para cubrir la creciente demanda de servicios SAP en el mercado norteamericano y así posicionarse como el primer proveedor latinoamericano con presencia en India.

- En agosto de 2015, Softtek adquiere Itarvi Consulting, especialista en servicios multicanal bancarios, dicha empresa basada en Europa fortalecerá la posición de Softtek para brindar servicios de transformación digital a empresas multinacionales, además de proveer la capacidad de otorgar servicios a empresas europeas con operaciones en el continente americano.